# Alessandro Rossetto
Alessandro Rossetto (Padova, 21 marzo 1963) è un regista, sceneggiatore e produttore cinematografico italiano.

## Biografia
Alessandro Rossetto si laurea in Antropologia culturale all'Università di Bologna. Prosegue i suoi studi a Parigi presso l'Università di Parigi X - Nanterre diplomandosi in Antropologia visuale e cinema documentario.
Nell'autunno 2022 è uno dei tre membri della giuria per la sezione "Concorso documentari italiani" al quarantesimo Torino Film Festival.

## Filmografia

### Regista e sceneggiatore

#### Lungometraggi
- Piccola patria (2013)
- Effetto domino (2019)
- The Italian Banker (2021)

#### Cortometraggi
- Nerosubianco (1989)
- Nulla due volte (2005)

#### Documentari
- Il fuoco di Napoli (1997)
- Bibione Bye Bye One (1999)
- Chiusura (2002)
- Feltrinelli (2006)
- Raul (2007)